# Бичок італійський
Бичок італійський (Padogobius nigricans) — вид бичкоподібних риб родини бичкових (Gobiidae). Ендемік Італії. Раритетний вид риб, занесений до Червоного списку МСОП та інших природоохоронних документів.

## Опис
Самці цього виду досягають 12,5 см завдовжки, тоді як самиці досягають лише 7 см. Сіре, жовтувате до червонувато-коричневе тіло подовжене і струнке з відносно довгою темно-бордовою головою (приблизно чверть його загальної довжини). Уздовж бічної лінії 40-45 лусок. Морда характеризується тупим кінцем, товстими губами і трохи виступаючою нижньою щелепою. Ротовий отвір вузький, не доходить до переднього краю ока.

## Поширення
Ендемік Італії. Трапляється у водоймах Тірренського водозбору Центральної Італії (басейни річок Тибр, Арно та Омброне). Мешкає в невеликих річках з швидкоплинною водою та кам'янистим субстратом. Відтворюється з кінця квітня до липня відповідно до температури води в різних річках. Також зустрічається в озерах.

## Спосіб життя
Харчується дрібними безхребетними. Статево дозріває після першого року життя. Під час шлюбного періоду проявляє територіальність. Нерест відбувається з кінця квітня по липень, залежно від температури води.

## Охорона
Раритетний вид риб, занесений до Червоного списку МСОП (охоронна категорія: вид перебуває в небезпечному стані). Стан природних популяцій виду в межах ареалу залишається нестабільним. Тому бичок італійський занесений також до Директиви Європейського Союзу 92/43/ЄС «Про збереження природних оселищ та видів природної фауни і флори» (Додаток II. Види рослин і тварин, що становлять особливий інтерес для Європейського Союзу, збереження яких потребує створення територій особливої охорони).